# Maison des Jésuites de Sillery
Pour les articles homonymes, voir Sillery.
La maison des Jésuites de Sillery est un édifice historique situé à Québec dans le quartier Sillery sur le chemin du Foulon au bord du fleuve Saint-Laurent à proximité de la promenade Samuel-De Champlain. Faisant partie de l'ancienne mission Mission Saint-Joseph de Sillery auprès des Amérindiens, l'édifice actuel est construit au début du XVIIIe siècle. Il fait partie du site patrimonial de Sillery

## Histoire

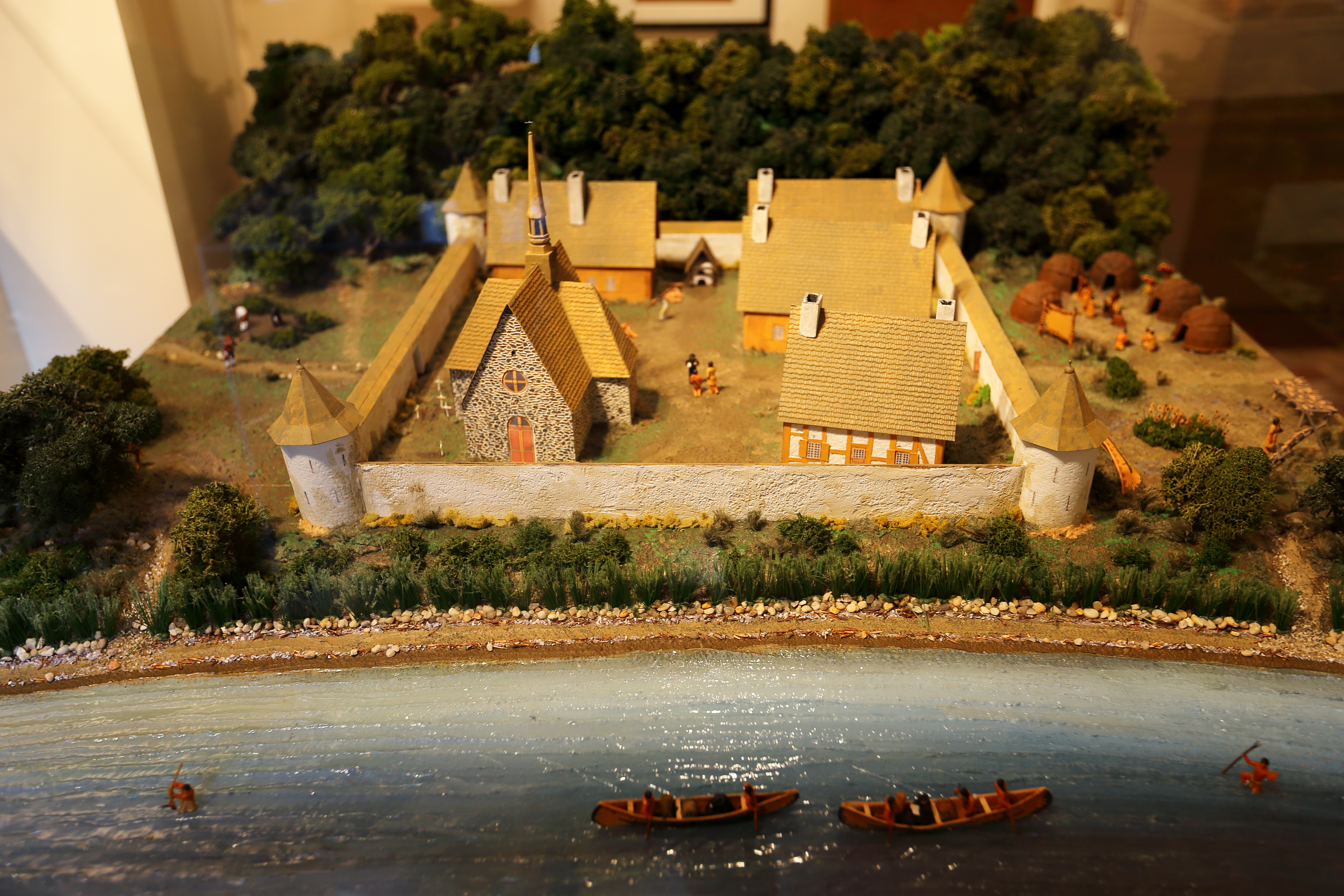
Maquette mission des Jésuites de Sillery

En 1637, les Jésuites établissent, sous la direction de Paul Le Jeune, et la protection de Noël Brûlart de Sillery, une mission sur un site occupé depuis la préhistoire par les Amérindiens et appelé Kamiskoua-Ouangachit, ce qui signifie « pointe aux anguilles » ou « endroit où l’on vient pêcher ».
La mission Saint-Joseph (Sillery) se développe avec l’ajout de quelques maisonnettes, une chapelle nommée Saint-Michel (1637), un petit hôpital de 2 étages fondé par les Augustines, présentes de 1640 à 1644, pouvant donner des soins aux réfugiés indiens et la fondation du premier cimetière indien catholique en Amérique du Nord; la menace des amérindiens hostiles les obligent à abandonner le petit hôpital et déménager à l'Hôtel-Dieu de Québec plus sécuritaire. Un moulin à vent (1648), une enceinte bastionnée (1649), Cette tentative de sédentarisation des Amérindiens par les Jésuites échoue, principalement en raison d'épidémies, de guerres, de l'épuisement des terres et de deux incendies. À partir de 1687, les Amérindiens quittent Sillery et la mission est abandonnée. Une nouvelle mission fut créée en 1683 à la confluence de la rivière Chaudière, nommée la mission Saint-François-de-Sales ou mission du Sault de la Chaudière.

## Édifice actuel
L'actuelle maison des Jésuites serait la troisième, les deux premières ayant été détruites par le feu. Les actes notariés indiquent qu'elle daterait du début du XVIIIe siècle.
Au premier tiers du XVIIIe siècle, l’actuelle maison des Jésuites de Sillery est construite afin de servir de résidence de campagne aux Jésuites.

## Régime anglais
À l’issue de la guerre de Sept Ans, Augustin Louis de Glapion, (1719 - 1790), Supérieur général de la Compagnie de Jésus en Nouvelle-France, cherche refuge à la mission de Lorette; en 1762, James Murray réclame la suppression totale des jésuites et la saisie de leurs biens. Le domaine est loué au négociant John Taylor Bondfield, qui entreprend des travaux de réfection majeurs sur les bâtiments endommagés. La propriété connaît ensuite plusieurs locataires, certains membres de l'élite britannique de Québec, dont John Brooke (vers 1709-1789) et son épouse, Frances Moore Brooke (1724-1789); aumônier anglican de la garnison de Québec et missionnaire de la Society for the Propagation of the Gospel il prôna l’établissement d’écoles protestantes et l’introduction de la vaccination contre la petite vérole. La maison est ensuite louée à des commerçants dans divers domaines, dont le bois, la culture du houblon et une brasserie, au début du XIXe siècle.

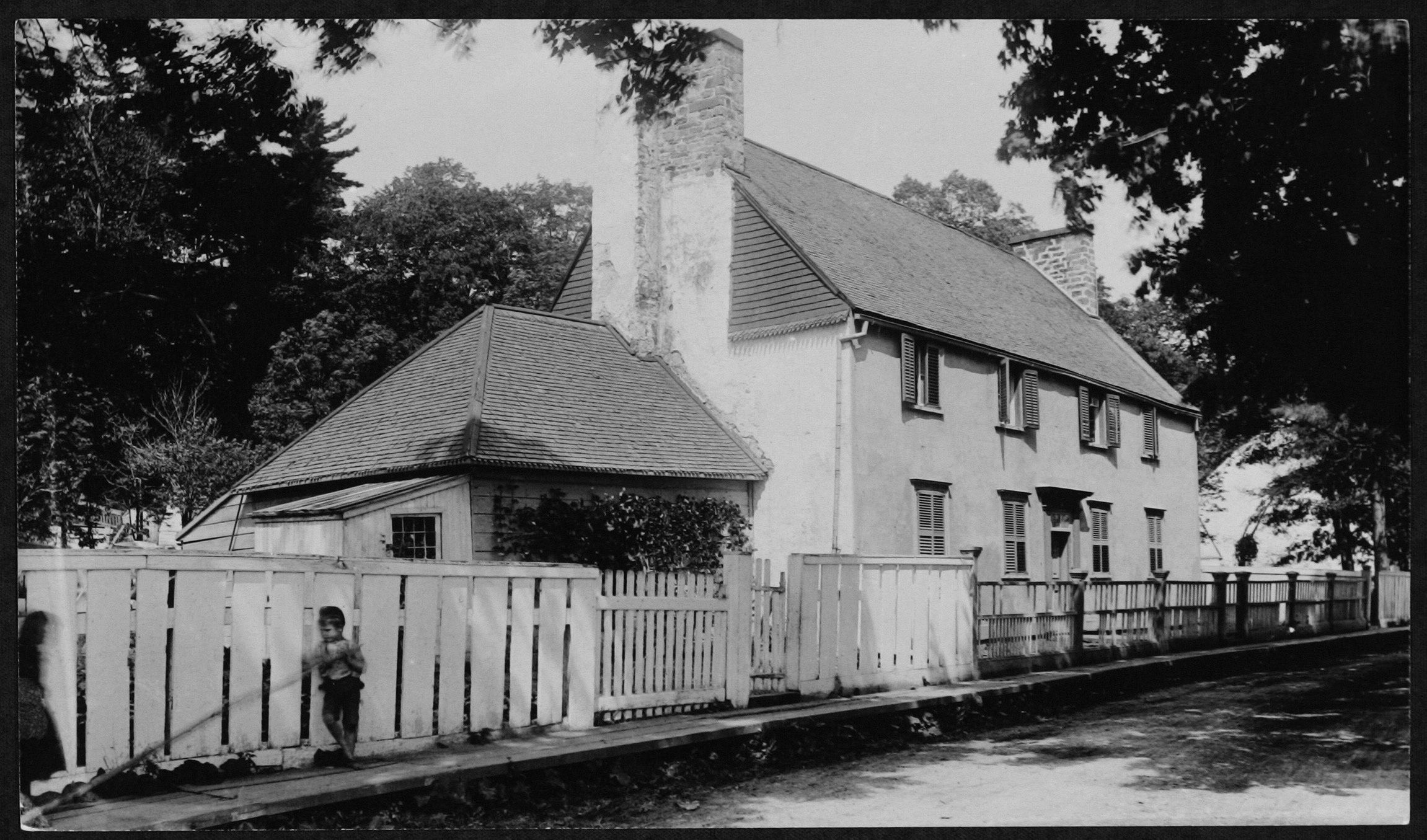
La Maison, circa 1900.

En 1869, les abbés Charles-Honoré Laverdière et Henri-Raymond Casgrain conduisent les premières fouilles archéologiques afin de retrouver les ossements du père Énemond Massé, inhumé en 1646 dans la chapelle démolie en 1824. On érige un monument à l’emplacement où ses restes présumés sont retrouvés.
Propriétaire de la maison des Jésuites depuis 1896, Richard Reid Dobell meurt en 1924. Ses héritiers font don de la maison à la Commission des monuments et des sites historiques et artistiques et demandent que la maison soit convertie en musée. La maison est classée monument historique en 1929.
En 1956, les Jésuites reprennent possession de la propriété et aménagent un musée consacré à l’histoire des Jésuites. Le directeur, le père Adrien Pouliot, participe à plusieurs fouilles du site, dont celle du cimetière des Amérindiens chrétiens, où 33 sépultures sont retrouvées avec divers objets du XVIIe siècle.

## Aujourd'hui
Aujourd’hui propriété de la Ville de Québec et gérée par l’Arrondissement de Sainte-Foy–Sillery–Cap-Rouge, la maison des Jésuites de Sillery présente une exposition permanente qui relate la rencontre entre les Amérindiens, les missionnaires et les Européens. Elle possède une collection constituée de quelques centaines d’objets archéologiques et ethnologiques de factures amérindienne, française et anglaise, témoignant des diverses occupations du site.

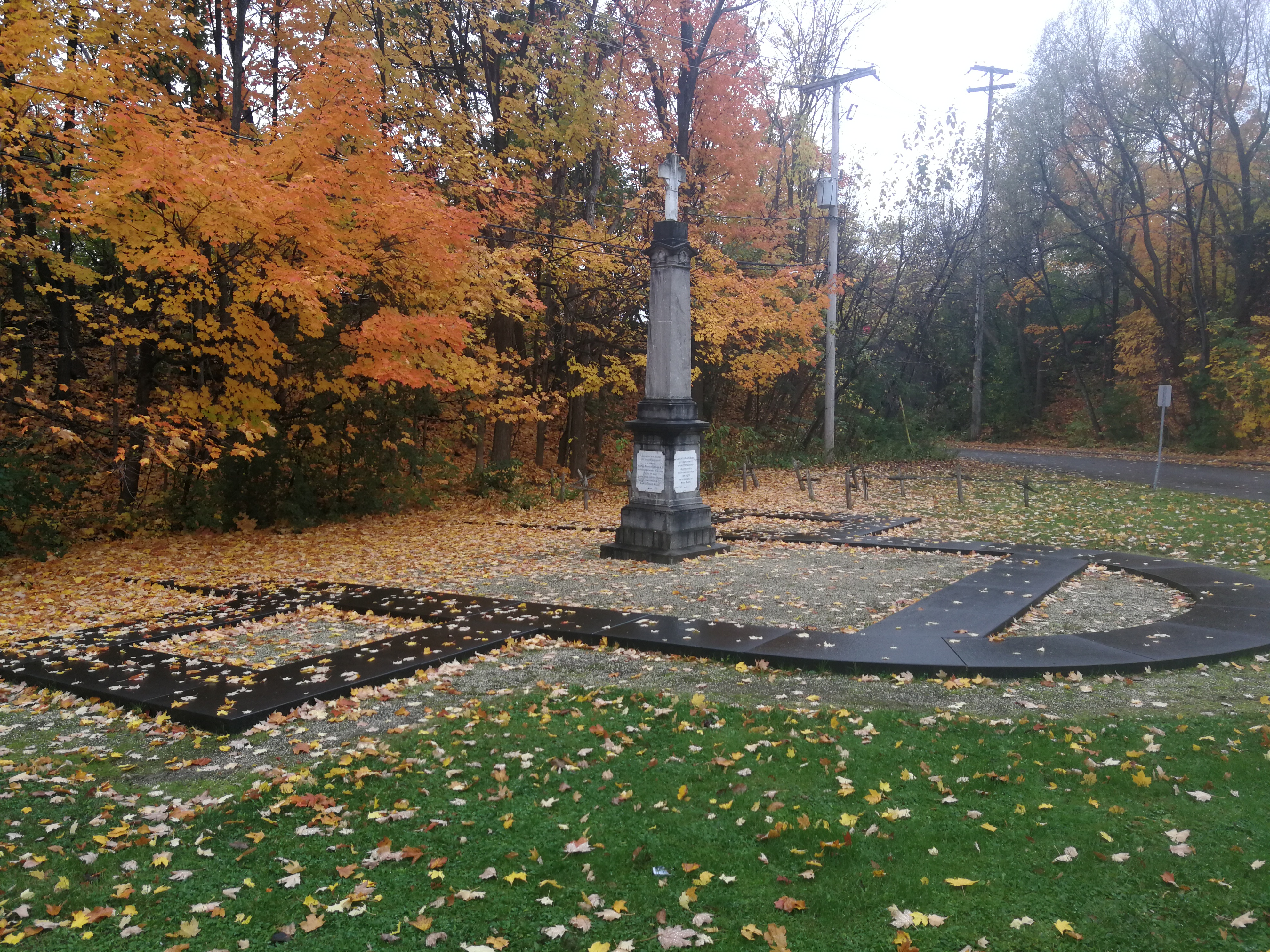
Ruines de la Chapelle Saint-Michel
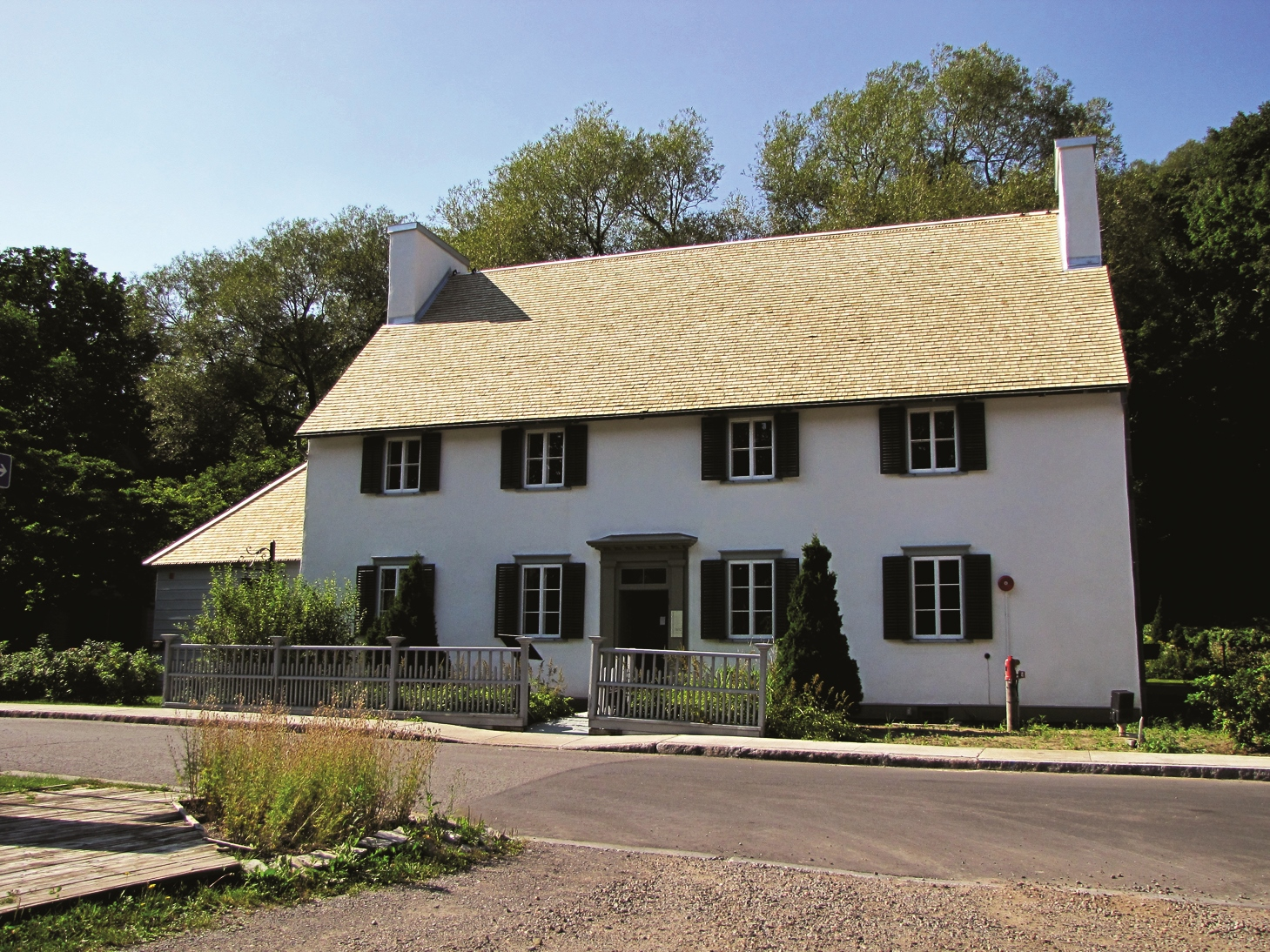
Façade
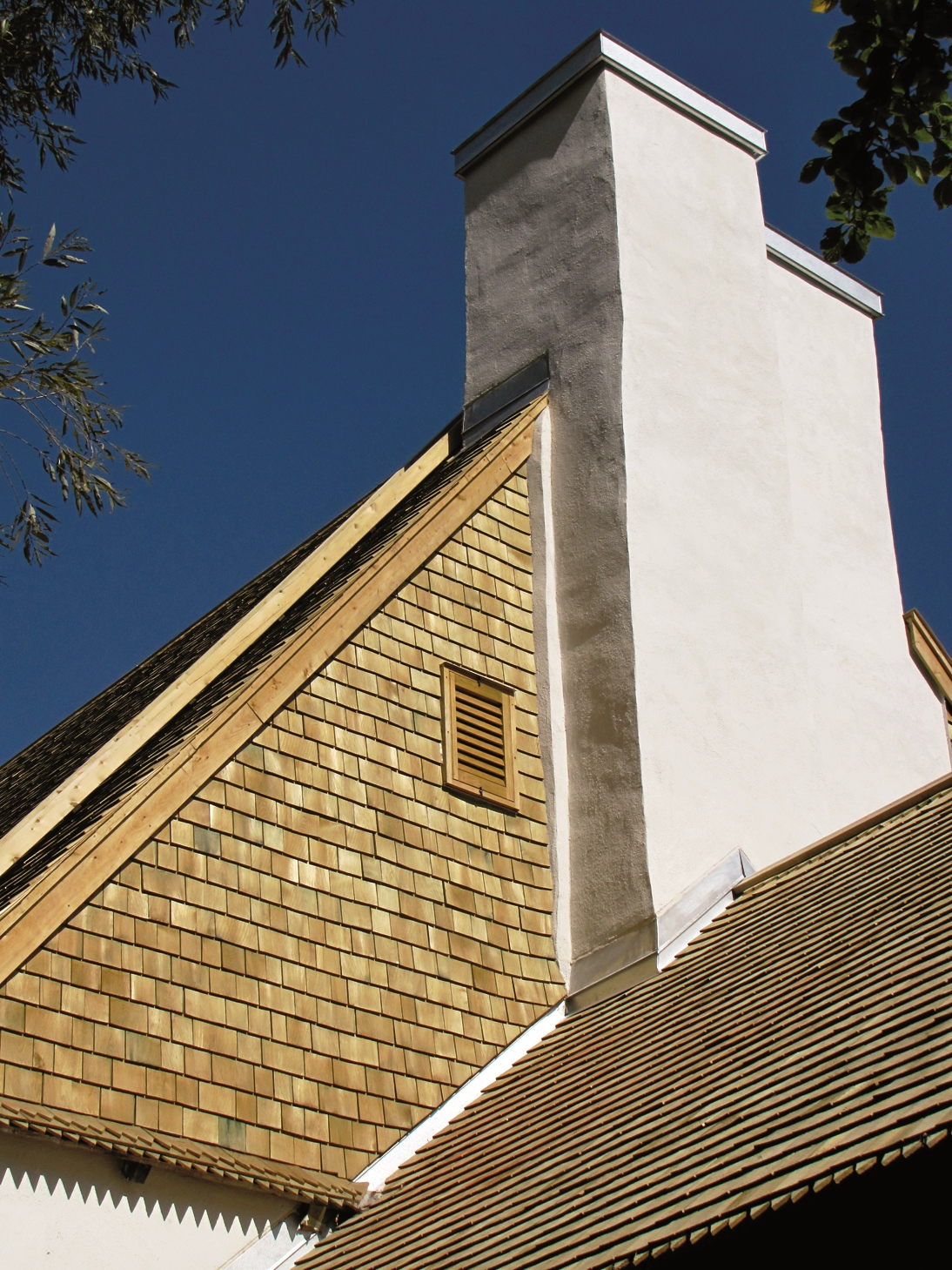
Cheminée de gauche
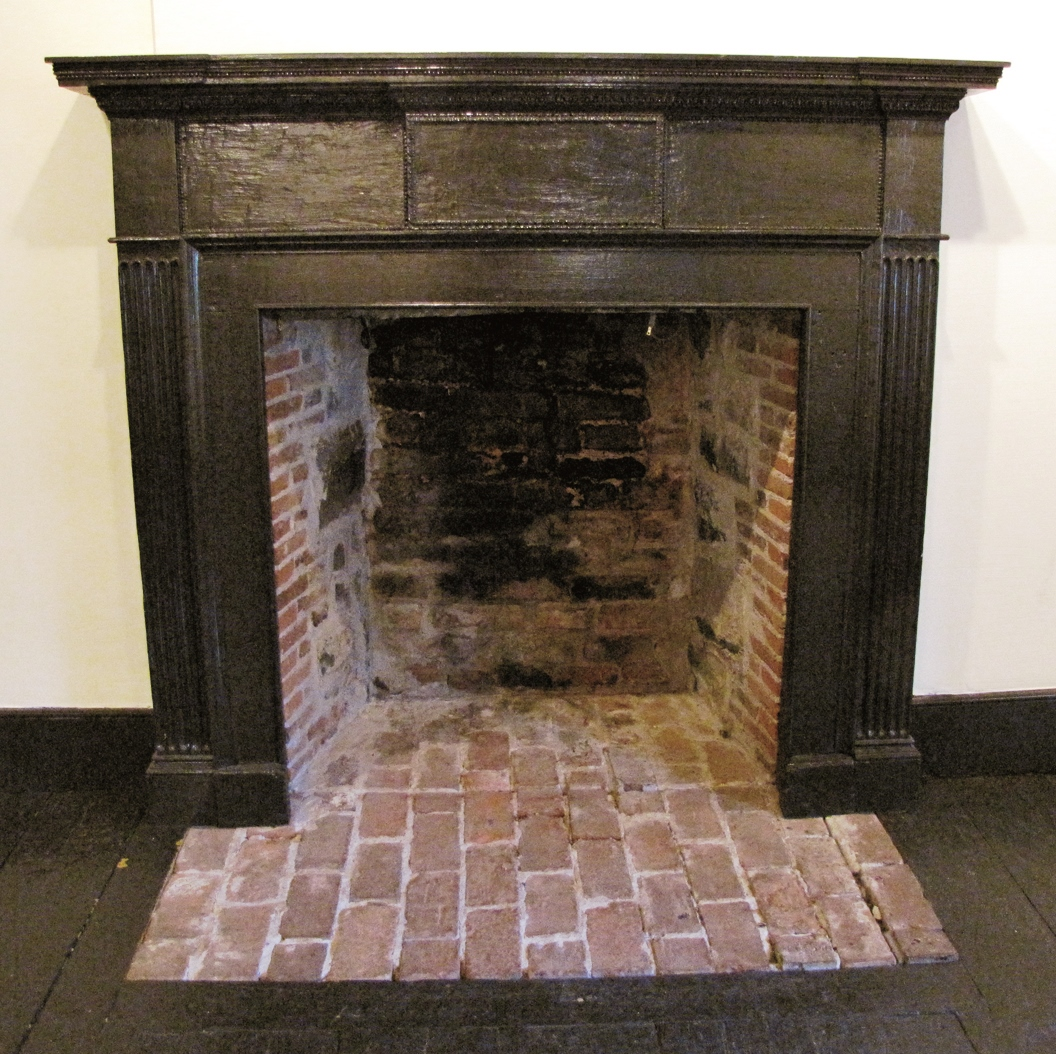
Foyer
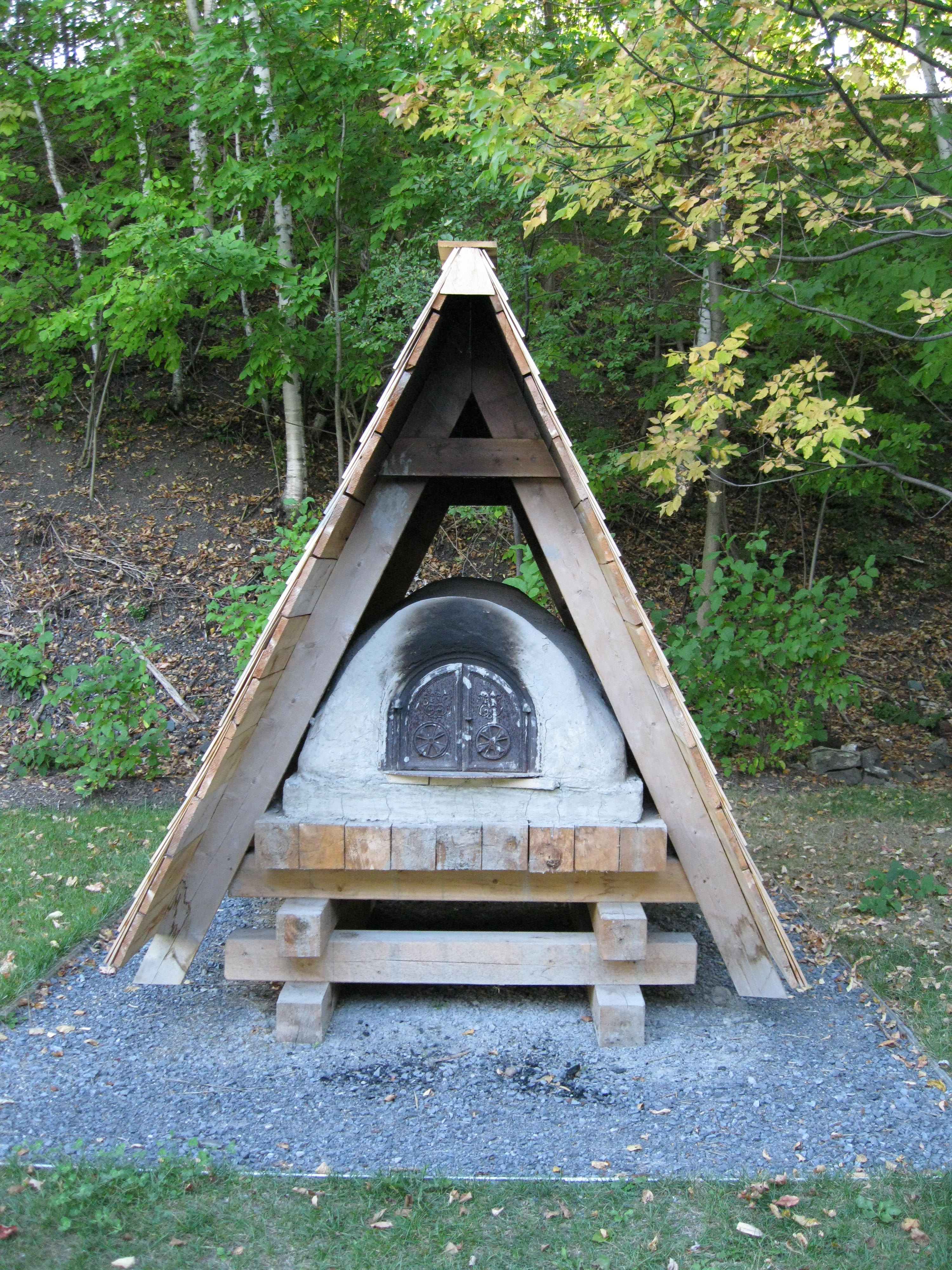
Four